# Luftspinnverfahren
Als Luftspinnverfahren oder Air-Jet-Spinnverfahren wird ein industrielles Spinnverfahren zur Herstellung von Garnen aus Stapelfasern, bei dem durch einen Wirbel aus komprimierter Luft ein fester Mantel aus gedrehten Fasern erzeugt wird, der einen Faserkern umschlingt und festigt. Das Zentrum des Garns bleibt dabei fast frei von Garndrehung. Es beruht auf der Erfindung von Konrad Götzfried, der es 1957 zum Patent unter dem Titel Verfahren und Vorrichtung zum pneumatischen Spinnen eines Fadens angemeldet hat. Die Firma Murata, Japan, entwickelte das Verfahren zur Serienreife und führte es vor allem als Vortex-Verfahren in den Spinnereien ein.
Die eigentlichen Entwicklungsarbeiten des neuen Spinnverfahrens begannen in den 1980er Jahren. Als erste Firma stellte Murata Machinery 1982 auf der Internationalen Textilmaschinenausstellung ITMA erstmals ihren Murata-Jet-Spinner MJS 108 vor. Dieses Spinnverfahren ist in dem Patent aus dem Jahr 1975 beschrieben.
Mit den Luftspinnverfahren mussten keine rotierenden Maschinenteile mehr für die Garnverfestigung verwendet werden, womit höhere Drehzahlen und damit Spinngeschwindigkeiten erreicht werden konnten und sich auch der Verschleiß von Bauteilen verringern ließ.

## Herstellungsverfahren

### Luftfalschdraht-Spinnverfahren
Die eigentlichen Entwicklungsarbeiten des neuen Spinnverfahrens begannen in den 1980er Jahren. Als erste Firma stellte Murata Machinery 1982 auf der Internationalen Textilmaschinenausstellung ITMA ihren Murata-Jet-Spinner MJS 108 vor. Dieses Spinnverfahren ist in dem Patent aus dem Jahr 1975 beschrieben. Bei diesem Luftfalschdraht-Umwindespinnen wird das von der Karde kommende Kardenband einem Hochleistungsstreckwerk zugeführt und auf die gewünschte Garnfeinheit verzogen. Nach dem Verlassen des Vorderzylinderpaars wird das Streckenband durch einen Saugluftstrom in einen Kanal gesaugt. Dort erhalten die Fasern durch eine erste Tangentialdüse einen Falschdraht (Falschdrall). Anschließend kommt eine zweite Luftdüse, die entgegengesetzt dreht, damit das Rückdrehmoment des Garnkerns unterstützt und beim Zurückdrehen die außen liegenden Fasern um den Garnkern herumwindet. Der Anteil der Umwindefasern liegt bei 15–20 %. Die beim Umwinden auf den Garnkern ausgeübte Kraft bewirkt die Garnverfestigung mittels Reibschluss. Mit dem Luftfalschdraht-Spinnverfahren lassen sich Garne im unteren Bereich mit einer Feinheit bis ca. 10 tex bei guter Gleichmäßigkeit ausspinnen. Das Verfahren ist für Chemiefasern oder Mischgarne (Baumwollanteil unter 50 %) sehr gut geeignet, da die Chemiefasern in der für die Umwindefasern notwendigen Länge hergestellt werden können. Dadurch können Produktionsgeschwindigkeiten von 300 m/min erreicht werden. Die Herstellung aus 100 % Baumwolle ist möglich, es bedarf aber ausgewählter Langstapel-Baumwollen.

### Luftechtdraht-Spinnverfahren
Bei diesen Verfahren wird das von den Karden abgenommene Faserband in einem Walzenstreckwerk (meist 4-über-4-Streckwerke) vergleichmäßigt und verstreckt. Das Streckenband wird anschließend der Spinnzone zugeführt, wo eine spezielle Dralldüse auf dieses Band einwirkt und die Mantelfasern in Rotation versetzt. Der Anteil der Umwindefasern hat mit bis zu 30 % einen höheren Anteil gegenüber dem Falschdrahtverfahren, wodurch die Festigkeit dieser Luftspinngarne erhöht wird. Die Qualität liegt zwischen Ringgarn und OE-Rotorgarn. Übliche Garnfeiheiten liegen zwischen 12 und 50 tex.
Verarbeitbar sind Baumwollfasern mit einem Anteil von 100 %, Mischungen aus Baumwoll- und Chemiefasern sowie 100 % Chemiefasern. Die Faserlänge liegt zwischen 38 und 55 mm. Eingeführt wurde die erste Luftechtdraht-Spinnmaschine als VORTEX –Spinnmaschine Modell 851 im Jahre 1997 mit einer Spinngeschwindigkeit von 350 m/min, im Jahr 2019 lag diese bei dem Modell 870EX bei 550 m/min. Ebenfalls bietet das Unternehmen Rieter, Schweiz eine Luftspinnmaschine nach dem Echtdrahtverfahren her.